# Angel of Babylon
Angel of Babylon peti je studijski album projekta metal opere Avantasia. Album je objavljen 3. travnja 2010. godine, zajedno s albumom The Wicked Symphony. Treći je i konačni dio trilogije "The Wicked".

## Popis pjesama
| 1.    | »Stargazers«              | Jørn Lande, Russell Allen, Michael Kiske, Oliver Hartmann | 9:31 |
| 2.    | »Angel of Babylon«        | Jørn Lande                                                | 5:28 |
| 3.    | »Your Love Is Evil«       |                                                           | 3:55 |
| 4.    | »Death Is Just a Feeling« | Jon Oliva                                                 | 5:24 |
| 5.    | »Rat Race«                | Jørn Lande                                                | 4:07 |
| 6.    | »Down in the Dark«        | Jørn Lande                                                | 4:25 |
| 7.    | »Blowing out the Flame«   |                                                           | 4:50 |
| 8.    | »Symphony of Life«        | Cloudy Yang                                               | 4:31 |
| 9.    | »Alone I Remember«        | Jørn Lande                                                | 4:46 |
| 10.   | »Promised Land«           | Jørn Lande                                                | 4:50 |
| 11.   | »Journey to Arcadia«      | Russell Allen, Bob Catley                                 | 7:12 |
| 58:54 |                           |                                                           |      |

| 12. | »Twisted Mind« (uživo s Masters of Rock 2008.) | 7:01 |

## Zasluge
| Avantasia - Tobias Sammet — vokali, bas-gitara, klavijature - Sascha Paeth — gitara, klavijature - Eric Singer — bubnjevi (na pjesmama 5, 7, 9, 10) - Miro - klavijature, orkestar | Ostalo osoblje - Tobias Sammet — produciranje - Sascha Paeth — produciranje, miskanje - Michael "Miro" Rodenberg — mastering - Olaf Reitmeie — inženjer zvuka - Simon Oberender — inženjer zvuka - Alex Kuehr — fotografija - Thomas Ewerhard — omot albuma |